# Abrochia singularis
Abrochia singularis är en fjärilsart som beskrevs av Walker 1854. Abrochia singularis ingår i släktet Abrochia och familjen björnspinnare. Inga underarter finns listade i Catalogue of Life.